# Бродов, Евель Львович
Евель Львович Бродов (1894, Буйничи Могилёвского уезда Могилёвской губернии — 10 декабря 1937, Москва) — советский государственный и хозяйственный деятель.

## Биография
Родился в 1894 г. в селе Буйничи (Буйничак) Могилевской губ.
Окончил медицинский факультет Киевского университета. С 1919 г. - в рядах РККА. Трудовую деятельность начал с 1918 г. фельдшером в селах Черниговской губернии. 
Вступил в ВКП(б) в 1920 г.
В 1924 г. ВСНХ направил Б. на работу в химическую промышленность.
В 1930 г. - зам. председателя Анилтреста. В течение года работал в Советском торгпредстве в Германии уполномоченным ВСНХ.
В 1935 г. назначен директором Березниковского химического комбината.
С 1936 г. занимал пост начальника Главазота Наркомата тяжелой промышленности СССР.
Арестован 05.10.1937. На момент ареста проживал в Москве по адресу: ул. Большая Серпуховская, д. 31, кв. 306. Приговорен к ВМН как "член антисоветской троцкистской организации и немецкий шпион". Приговор приведен в исполнение 2 января 1939 г. (по другим данным - 10 декабря 1937).
Реабилитирован посмертно 21.03. 1956 г. определением Военной коллегии Верховного суда СССР.

## Награды
- декабрь 1933 г. - награждён орденом Ленина.[1]